# アンヘル・ゴメス
アディルソン・アンヘル・アブレウ・デ・アルメイダ・ゴメス（Adilson Angel Abreu de Almeida Gomes, 2000年8月31日 - ）は、イングランド・ロンドン出身のサッカー選手。リーグ・アン・マルセイユ所属。イングランド代表。ポジションはMF（攻撃的ミッドフィールダー）。
アンヘルと表記されることが多いが、イングランド出身であり、本人もエンジェルと発音しているため誤りである。またルーツを持つポルトガル語においても、アンヘルとは発音されない。

## 経歴
6歳からマンチェスター・ユナイテッドFCのアカデミーに所属し、2017年にトップチーム昇格した。2017年5月21日、クリスタル・パレスFC戦でウェイン・ルーニーとの交代途中出場でプロデビューを果たした。16歳と263日でプレミアリーグデビューを果たし、ダンカン・エドワーズの最年少記録を更新した。またプレミアリーグでプレーした2000年代生まれ初の選手となった。
2020年8月9日、LOSCリールに2025年までの5年間契約で加入した。加入と同時に、2020-21シーズンはプリメイラ・リーガのボアヴィスタFCにレンタルすると発表された。
2025年7月4日、オリンピック・マルセイユに3年契約で移籍した。

## 代表歴
イングランド代表として各年代でプレーした。

## 人物
1991 FIFAワールドユース選手権で優勝したU-20ポルトガル代表でプレーしたジル・ゴメスを父に持ち、元ポルトガル代表のナニを従兄弟に持つ。

## 個人成績
| クラブ                       | シーズン | リーグ戦 | リーグ戦 | FAカップ | FAカップ | リーグカップ | リーグカップ | 欧州カップ | 欧州カップ | 通算 | 通算 |
| クラブ                       | シーズン | 出場     | 得点     | 出場     | 得点     | 出場         | 得点         | 出場       | 得点       | 出場 | 得点 |
| ---------------------------- | -------- | -------- | -------- | -------- | -------- | ------------ | ------------ | ---------- | ---------- | ---- | ---- |
| マンチェスター・ユナイテッド | 2016-17  | 2        | 0        | 0        | 0        | 0            | 0            | 0          | 0          | 2    | 0    |
| 通算                         | 通算     | 2        | 0        | 0        | 0        | 0            | 0            | 0          | 0          | 2    | 0    |

## タイトル

### クラブ
リール
- トロフェ・デ・シャンピオン: 2021

### 代表
U-17イングランド代表
- FIFA U-17ワールドカップ: 2017

U-21イングランド代表
- UEFA U-21欧州選手権: 2023

### 個人
- マンチェスター・ユナイテッド・プレミアカップ MVP: 2015[13]
- ジミー・マーフィー年間最優秀若手選手賞: 2016–17[14]